# Lednik Bazheevoj
Lednik Bazheevoj (englische Transkription von russisch Ледник Бажеевой Lednik Baschejewoi) ist ein Gletscher im westantarktischen Queen Elizabeth Land. Er liegt in der Argentina Range der Pensacola Mountains und mündet in das Filchner-Ronne-Schelfeis.
Russische Wissenschaftler benannten ihn. Der weitere Benennungshintergrund ist nicht hinterlegt.